# 尚巒
22°16′42″N 114°11′30″E / 22.2782°N 114.1916°E

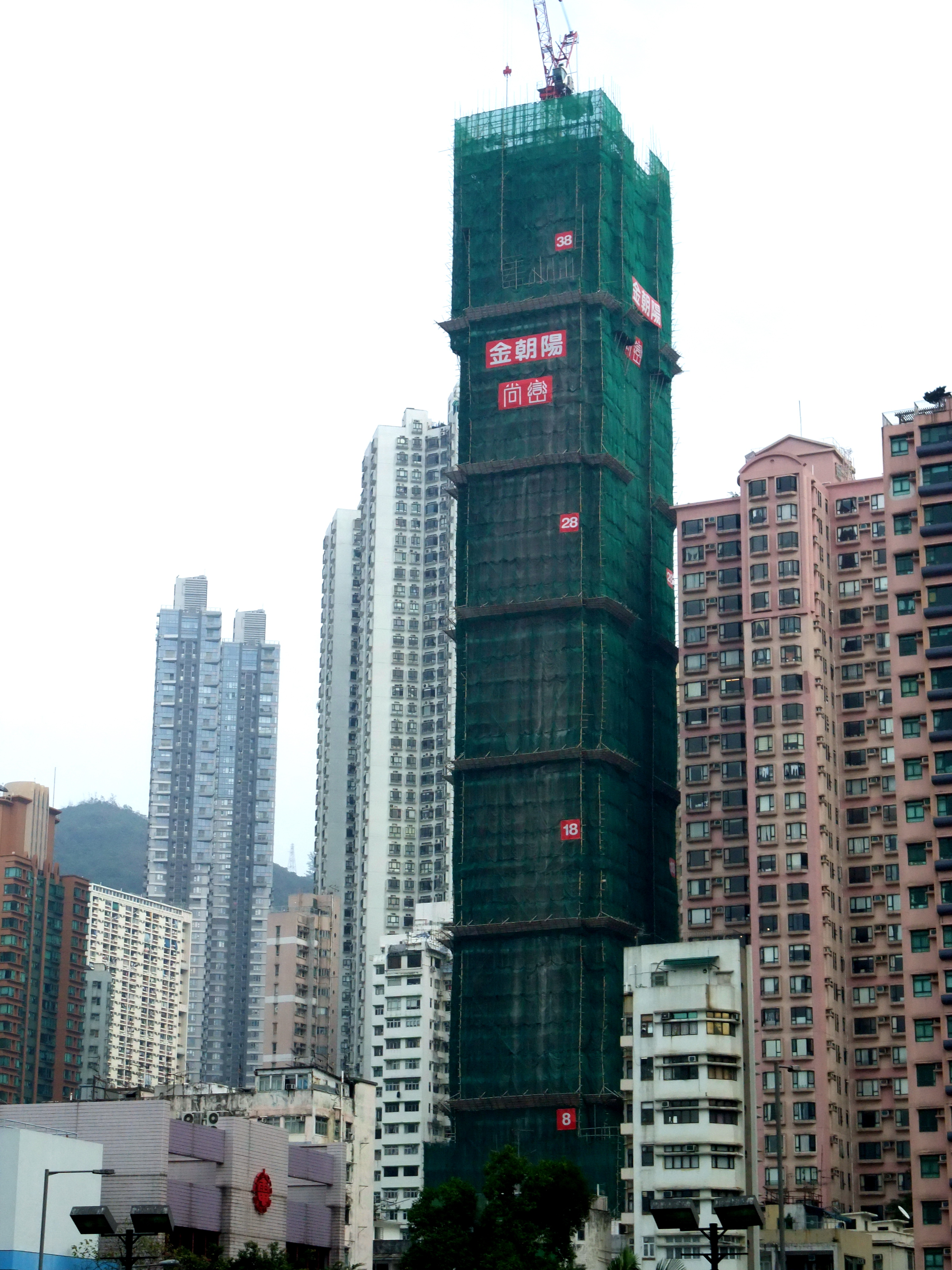
興建中的「尚巒」（攝於2012年2月中旬）

尚巒（英文：WarrenWoods），位於香港大坑華倫街的單幢住宅，靠近渣甸山山腳，樓高共37層，由金朝陽集團發展，於2012年年中入伙。
由於物業之地皮為收購舊樓得來，故發展商須補償舊業主單位，全幢164伙中有70多個單位作為補償，可供公售的只為餘下的90多個單位。

## 歷史
尚巒前身為6幢位於華倫街13-27號的舊樓，樓宇介乎建於1960年代至1980年代，及後金朝陽集團於2008年以2.7億港元收購業權。
發展商原本於2009年以招標形式出售地皮，但後因未達作價4億元的目標價，最後決定自行興建住宅項目，即「尚巒」。

## 簡介
住宅由於部份單位望向維多利亞港和渣甸山，及位於傳統住宅區，故發展商以豪宅作包裝，開售呎價由$14,000起。樓宇共高37層，但則有42樓（不設4、13、14、24及34樓），其中低層地下至六樓為基座，21樓為隔火層，七樓以上則為住宅，一梯由二至六伙不等，共164個單位，單位約介乎320-3000平方呎。另示範單位曾經設於銅鑼灣金朝陽中心。
另外住宅設有會所及停車場，其設施包括室外游泳池、健身房、燒烤區﹑空中花園等，而停車場則有27個車位。

## 附近住宅
- 大坑道一號
- 永威閣
- 光明臺

## 外部連結
- 尚巒 官方網站 （页面存档备份，存于）